# Coppa di Francia 2003 (ciclismo)
La Coppa di Francia di ciclismo 2003, dodicesima edizione della competizione, si svolse dal 22 febbraio al 6 ottobre 2003, in 15 eventi tutti facenti parte del circuito UCI. Fu vinta dall'estone Jaan Kirsipuu della AG2R Prévoyance, mentre il miglior team fu Brioches La Boulangère.

## Calendario
| Corsa | Data         | Evento                                  | Vincitore         | Squadra                | Leader della classifica |
| ----- | ------------ | --------------------------------------- | ----------------- | ---------------------- | ----------------------- |
| 1     | 22 febbraio  | Tour du Haut-Var (2003)                 | Sylvain Chavanel  | Brioches La Boulangère | Sylvain Chavanel        |
| 2     | 23 febbraio  | Classic Haribo (2003)                   | Jaan Kirsipuu     | AG2R Prévoyance        | Jaan Kirsipuu           |
| 3     | 23 marzo     | Cholet-Pays de Loire (2003)             | Christophe Mengin | Fdjeux.com             | Jaan Kirsipuu           |
| 4     | 4 aprile     | Route Adélie (2003)                     | Sébastien Joly    | Jean Delatour          | Jaan Kirsipuu           |
| 5     | 4 aprile     | Grand Prix de la Ville de Rennes (2003) | Oleg Grishkine    | Navigators             | Jaan Kirsipuu           |
| 6     | 17 aprile    | Grand Prix de Denain (2003)             | Bert Roesems      | Palmans-Collstrop      | Jaan Kirsipuu           |
| 7     | 20 aprile    | Tour de Vendée (2003)                   | Jaan Kirsipuu     | AG2R Prévoyance        | Jaan Kirsipuu           |
| 8     | 22 aprile    | Parigi-Camembert (2003)                 | Laurent Brochard  | AG2R Prévoyance        | Jaan Kirsipuu           |
| 9     | 1º maggio    | Grand Prix de Villers-Cotterêts (2003)  | Julian Winn       | Team Fakta             | Jaan Kirsipuu           |
| 10    | 4 maggio     | Trophée des Grimpeurs (2003)            | Didier Rous       | Brioches La Boulangère | Jaan Kirsipuu           |
| 11    | 31 maggio    | À travers le Morbihan (2003)            | Nicolas Vogondy   | Fdjeux.com             | Jaan Kirsipuu           |
| 12    | 7 giugno     | Classique des Alpes (2003)              | Francisco Mancebo | Illes Balears          | Jaan Kirsipuu           |
| 13    | 31 agosto    | Boucles de l'Aulne (2003)               | Walter Bénéteau   | Brioches La Boulangère | Jaan Kirsipuu           |
| 14    | 21 settembre | Grand Prix d'Isbergues (2003)           | Jans Koerts       | Bankgiroloterij        | Jaan Kirsipuu           |
| 15    | 6 ottobre    | Parigi-Bourges (2003)                   | Jens Voigt        | Crédit Agricole        | Jaan Kirsipuu           |

## Classifiche
| Pos. | Corridore         | Squadra         | Punti |
| ---- | ----------------- | --------------- | ----- |
| 1    | Jaan Kirsipuu     | AG2R Prév.      | 122   |
| 2    | Nicolas Vogondy   | Fdjeux.com      | 112   |
| 3    | Sylvain Chavanel  | La Boulangère   | 103   |
| 4    | Franck Pineau     | Chazal          | 99    |
| 5    | Jens Voigt        | Crédit Agricole | 92    |
| 6    | Patrice Halgand   | Jean Delatour   | 86    |
| 7    | Laurent Brochard  | AG2R Prév.      | 75    |
| 8    | Walter Bénéteau   | La Boulangère   | 70    |
| 9    | Sandy Casar       | Fdjeux.com      | 69    |
| 10   | Christophe Mengin | Fdjeux.com      | 64    |